# Pedro Regueiro
Pedro Regueiro Pagola (Irún, 19 de diciembre de 1909-Ciudad de México, 11 de junio de 1985) fue un futbolista español que jugaba como centrocampista.

## Biografía
Nacido en Irún, País Vasco, comenzó su carrera como jugador en el Real Unión en 1925. Pasó una temporada al Real Betis en 1929, tras lo cual volvió al Real Unión dos temporadas más. En 1932 fichó por el Real Madrid donde jugó con su hermano mayor Luis Regueiro.
En 1937 y 1938, durante la guerra civil española en su tierra natal, militó en la selección vasca que recorrió Europa y América, recalando en México donde jugó inicialmente en el Club Deportivo Euzkadi (Equipo de los exiliados vascos) de la primera división para la temporada 1938-39. Luego se unió al Club Asturias de México, donde jugó con su hermano menor, Tomás Regueiro, y ayudó al club a ganar el primer campeonato de la recién creada Primera División mexicana (1943-1944).

## Selección
Fue internacional con España en 4 ocasiones.

## Trayectoria

### Como jugador
| Club                   | País   | Año         |
| ---------------------- | ------ | ----------- |
| Real Unión             | España | 1925 - 1929 |
| Real Betis             | España | 1929 - 1930 |
| Real Unión             | España | 1930 - 1932 |
| Real Madrid            | España | 1932 - 1936 |
| Club Deportivo Euzkadi | México | 1938 - 1939 |
| Club Asturias          | México | 1939 - 1944 |

## Vida personal
En 1939 Regueiro se instaló en México, donde se casó con Peri Romero en 1943 y tuvo cuatro hijos: Pedro, Mari Carmen, María Eugenia y José.